# Magyar Ázsia Társaság
A Magyar Ázsia Társaság (ASHU) egy civil szervezet, melynek elsődleges célja, hogy Magyarországhoz közelebb hozza Ázsiát. A szervezet célkitűzései között szerepel Magyarország és az ázsiai országok közötti együttműködések szorosabbra fűzésének széleskörű és aktív előmozdítása, a fennálló baráti kapcsolatok és ezzel egyebek mellett a népek közötti megértés, a kultúrák közötti párbeszéd, a viták békés megoldása, a környezet védelme, a fenntartható fejlődés ügyének támogatása.
Az ASHU az Ázsiával kapcsolatos tudást szélesíti, a kétoldalú, akár személyes kapcsolatok megteremtésével Ázsiának nemcsak az anyagi oldalát, de kultúráját, szellemiségét is közelebb hozza Magyarországhoz. E téren szorosan együttműködik más civil szervezetekkel és a Magyarországon élő ázsiai közösségekkel. A Magyarországra akkreditált ázsiai nagykövetekkel folyamatos és baráti a kapcsolattartás, éppen ezért az ASHU számos kulturális, diplomáciai és üzleti eseményen képviselteti magát, továbbá kiemelt figyelmet fordít olyan kulturális események támogatására, amelyek az ázsiai térséget népszerűsítik.

## Tevékenységek

### 2014
2014 folyamán két humanitárius missziót valósított meg a szervezet: az iráni Tabrizban és a törökországi Hatayban levő szíriai menekülttáborokba nagy értékű élelmiszer- és gyógyszeradományt juttatott el.

### 2015
2015 augusztusától testvérszervezetével, a Magyar Afrika Társasággal közösen kiegészítő egészségügyi ellátást biztosított a magyarországi befogadó állomásokon a kialakult menekültválság miatt.

### 2017
A Tatár Köztársaságbeli Kazanyban a Női Világkongresszuson képviseltette magát az ASHU - Magyarország 2 helyet kapott.
Az ASHU támogatta a Kuvait kiállítás és részt vett a megnyitó ünnepségen.
Obrusanszki Borbála, Kelet-kutató „Kelet Kapuja” című új történelmi folyóiratot indított, melyben az ASHU tagok is publikálhatnak.
A Fina alatt ázsiai federációkkal épített ki kapcsolatokat a szervezet, illetve a türkmén delegációval szervezett találkozót.
Az ASHU szerepet vállalt az Azeri-norvég zenei est megrendezésében.
Az ASHU részt vett az IWC Budapest havi ülésein és a MBKK ülésein, illetve folyamatosan kapcsolatot tart fenn a nagykövetségekkel.
Karácsonyi projektszív akció szervezése a Váci gyerekotthon azon gyereklakói számára, akik soha nem voltak cirkuszban.
2017. május 13-án az ASHU részt vett az Esztergomban szervezett Indonéz kiállításon.
Szeptember folyamán a Kazahsztáni Almatyban a Technológiai Egyetem meghívására az ASHU előadást tartott a Társaság munkájáról és a Schengeni térségben betöltött szerepéről.
Az ASHU részt vett a Thai fesztiválon Vajdahunyadvárban.
Az ASEAN konferencián való megjelenés a KKM szervezésében. Interjú az ASEAN főtitkár helyettessel, Lim Hong Hin-nel (EU-ASEAN Council)
Az ASHU nyitotta meg a Bhután kiállítást, ahol a brüsszeli bhutáni nagykövettel alakított ki kapcsolatokat.

## Kontaktok
- Honlap: www.ashu.hu
- Facebook: Magyar Ázsia Társaság / Asian Hungarian Society
- E-mail: info@ashu.hu